# John Edward Swindler
John Edward Swindler (c. 1944 - 18 juin 1990) fut exécuté à l'âge de 46 ans dans l'État de l'Arkansas, pour le meurtre, le 24 septembre 1976, du policier Randy Basnett, âgé de 30 ans.

## Le meurtre
John Edward Swindler tua l'officier de police Randy Basnett durant l'après-midi du 24 septembre 1976. L'officier Basnett s'était arrêté à une station-service à la sortie de Fort Smith (Arkansas) de l'autoroute Kelly, quand Swindler s'y arrêta également, au volant d'un véhicule volé, avec une plaque d'immatriculation de Caroline du Sud. Swindler retournait à Leavenworth (Kansas), dans le but de se venger de personnes connues lorsqu'il y était emprisonné. Arrivé à l'intersection entre la I-540 et la  I-40 près de Van Buren (Arkansas), Swindler, qui était analphabète, se trompa, et sortit, traversant la rivière Arkansas et entrant dans Fort Smith. Ce même matin, Basnett avait été averti de guetter Swindler, qui était suspecté d'un double meurtre et d'autres crimes en Géorgie et Caroline du Sud. L'avertissement contenait des informations sur le signalement de Swindler, la voiture qu'on le supposait conduire, et le fait qu'il était considéré comme armé et dangereux. Après avoir repéré Swindler et la voiture volée, Basnett avisa par radio les surveillants que Swindler était à la station-service. Des officiers de renfort furent immédiatement envoyés sur les lieux.
Avant que l'aide supplémentaire n'arrive, l'officier Basnett s'approcha de la voiture de Swindler et lui demanda ses papiers. Sans avertissement, Swindler brandit un revolver et tira deux fois dans la poitrine de Basnett. Ce dernier, qui se tenait à côté du véhicule, fit feu à son tour, blessant légèrement Swindler, avant de s'écrouler. Swindler tenta de s'enfuir, mais, peu familier avec Fort Smith, emprunta une route qui s'achevait en cul-de-sac dans un champ de soja près de la rivière Arkansas. Quelques minutes plus tard, il y fut capturé par les officiers de police qui avaient répondu à l'appel de Basnett. Quand ceux-ci l'arrêtèrent, il avait plusieurs armes et des centaines de munitions en sa possession.
L'officier Randy Basnett mourut dans l'ambulance sur le chemin du Centre médical régional Sparks.

## Exécution
Un acte législatif de 1983 faisait de l'injection létale la seule méthode d'exécution en Arkansas. Cependant, les détenus qui avaient été condamnés à mort avant que la loi soit adoptée étaient autorisés à choisir entre l'injection mortelle et l'électrocution. Quand Charles Laverne Singleton choisit l'injection létale, John Edward Swindler fut le dernier détenu à mourir sur la chaise électrique en Arkansas.
Swindler refusa de choisir entre l'injection létale et la chaise électrique, selon le Département pénitentiaire d'Arkansas. En ne choisissant pas, Swindler accepta l'électrocution. Le gardien David White a dit que Swindler pourrait avoir souhaité la notoriété attachée au fait d'être le dernier détenu d'Arkansas à mourir sur la chaise électrique. Son exécution fut la seule à utiliser la nouvelle chaise électrique construite par l'État dans les années 1970.
Swindler fut la première personne exécutée en plus de 25 ans par l'État d'Arkansas après Furman v. Georgia, 408 U.S.  238 (1972), après que de nouvelles lois sur la peine de mort eurent été adoptées en Arkansas, et leur entrée en vigueur le 23 mars 1973. L'évêque de Little Rock, Andrew Joseph McDonald, condamna cette exécution.

## Source
- (en) Cet article est partiellement ou en totalité issu de l’article de Wikipédia en anglais intitulé « John Edward Swindler » (voir la liste des auteurs).